# Jan van Ravesteyn

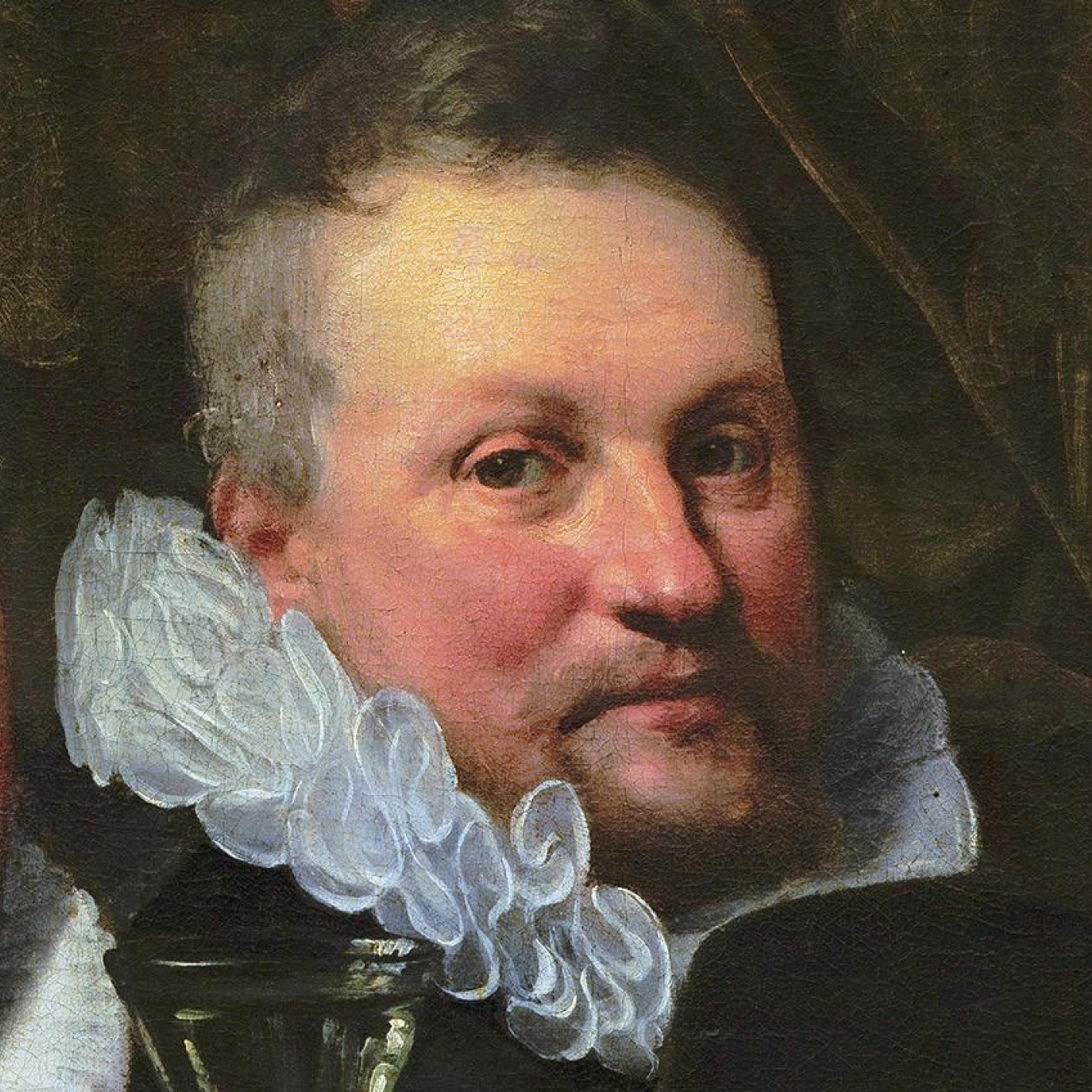
Auto-retrato

Jan Anthonisz van Ravesteyn (c. 1572 - enterrado a 21 de junho de 1657) foi um retratista de sucesso da corte holandesa em Haia.
Van Ravesteyn nasceu em Haia. Não se sabe quem o ensinou a pintar, mas era seguidor do retratista de Delft Michiel Jansz van Mierevelt. Van Ravesteyn é mencionado nos arquivos da cidade em 1597. De 1598 até à sua morte, viveu em Haia, onde, em 1598, se tornou membro da Guilda de São Lucas de Haia. Em 1604, casou com Anna Arentsz van Berendrecht e, no mesmo ano, foi mencionado como um bom pintor por Karel van Mander (embora as suas primeiras obras datem de 1611). Em 1608, comprou uma casa na Molstraat e, em 1628, mudou-se para a Molstraat. Em 1640, sua mulher foi enterrada e, no mesmo ano, sua filha Marie casou com um dos seus alunos, o pintor Adriaen Hanneman. Em 1654 mudou-se para a Nobelstraat, ao lado da casa da sua filha. Em 1656 abandonou a guilda com um grupo de amigos pintores insatisfeitos e foi um dos fundadores da Confrarie Pictura. Era católico e o seu nome aparece muitas vezes como testemunha nos registos da igreja da Molstraat, como no casamento da sua filha Agnes em 1641 com Willem van Culemborgh. Sua oficina produziu muitos retratos para a Dinastia Nassau e competiu com Miereveld por várias encomendas.
Van Ravesteyn foi, por sua vez, professor de Dirck Abrahamsz, Leendert Barthouts, Johannes Harmensz Borsman, Aelbert Dircksz. Coeppier, Pieter Craen, Jacob Dirksz. van den Enden, Fransise de Goltz, Adriaen Hanneman, Barent Jansz., Thomas Ouwater, Clement Ram, Jan Rassenbourch, Frederick Sonnius, Dirck Verlaer, Jan Pous Voet e Pauwels Willemsz.

## Galeria

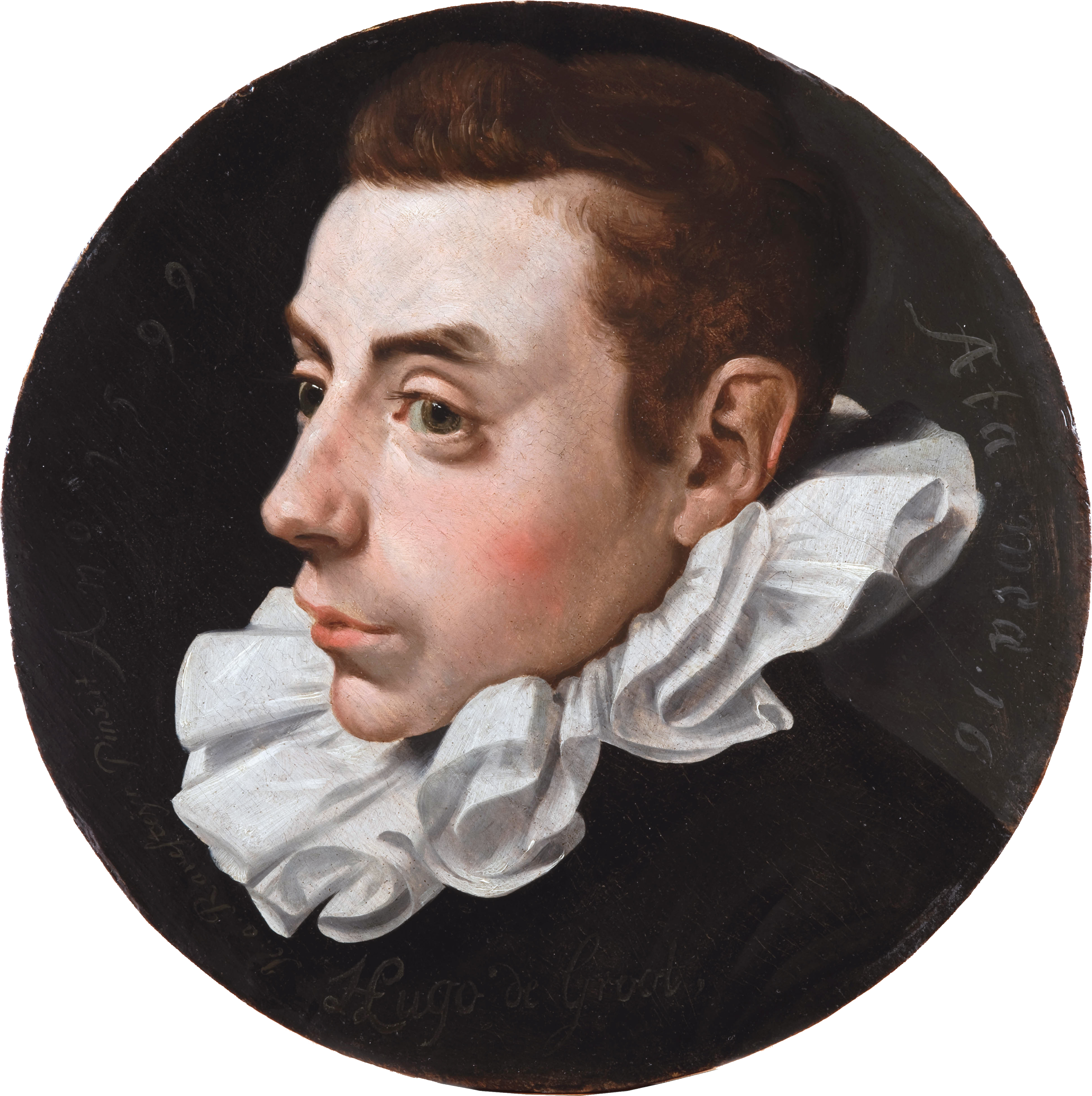
Hugo Grotius aos dezesseis anos (1599)
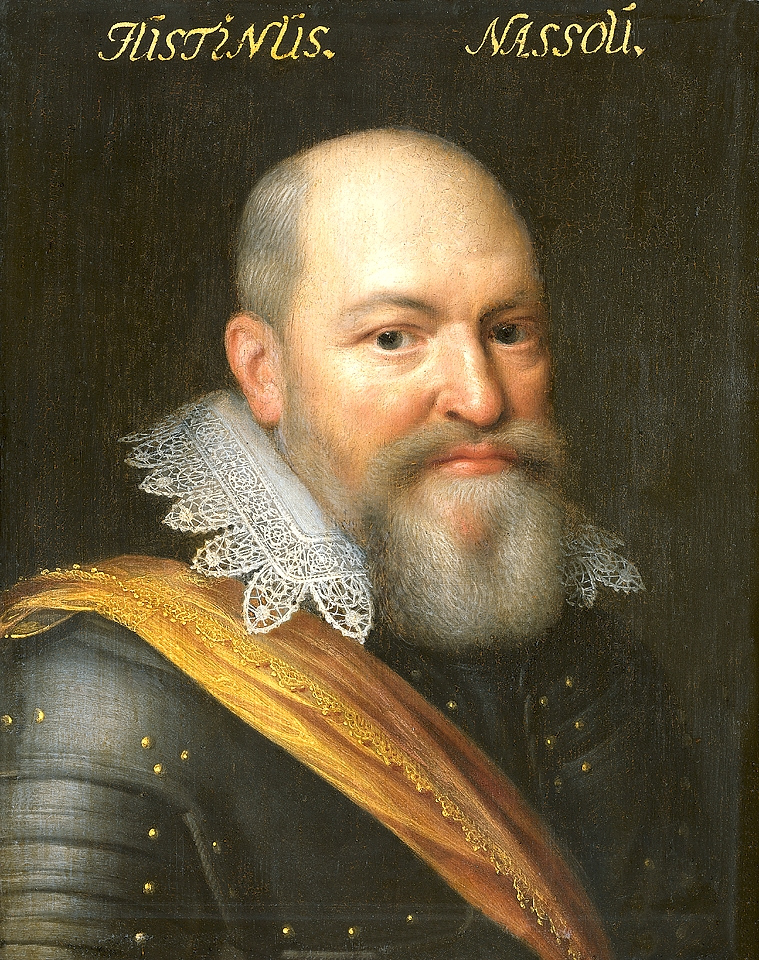
Retrato de Justinus of Nassau
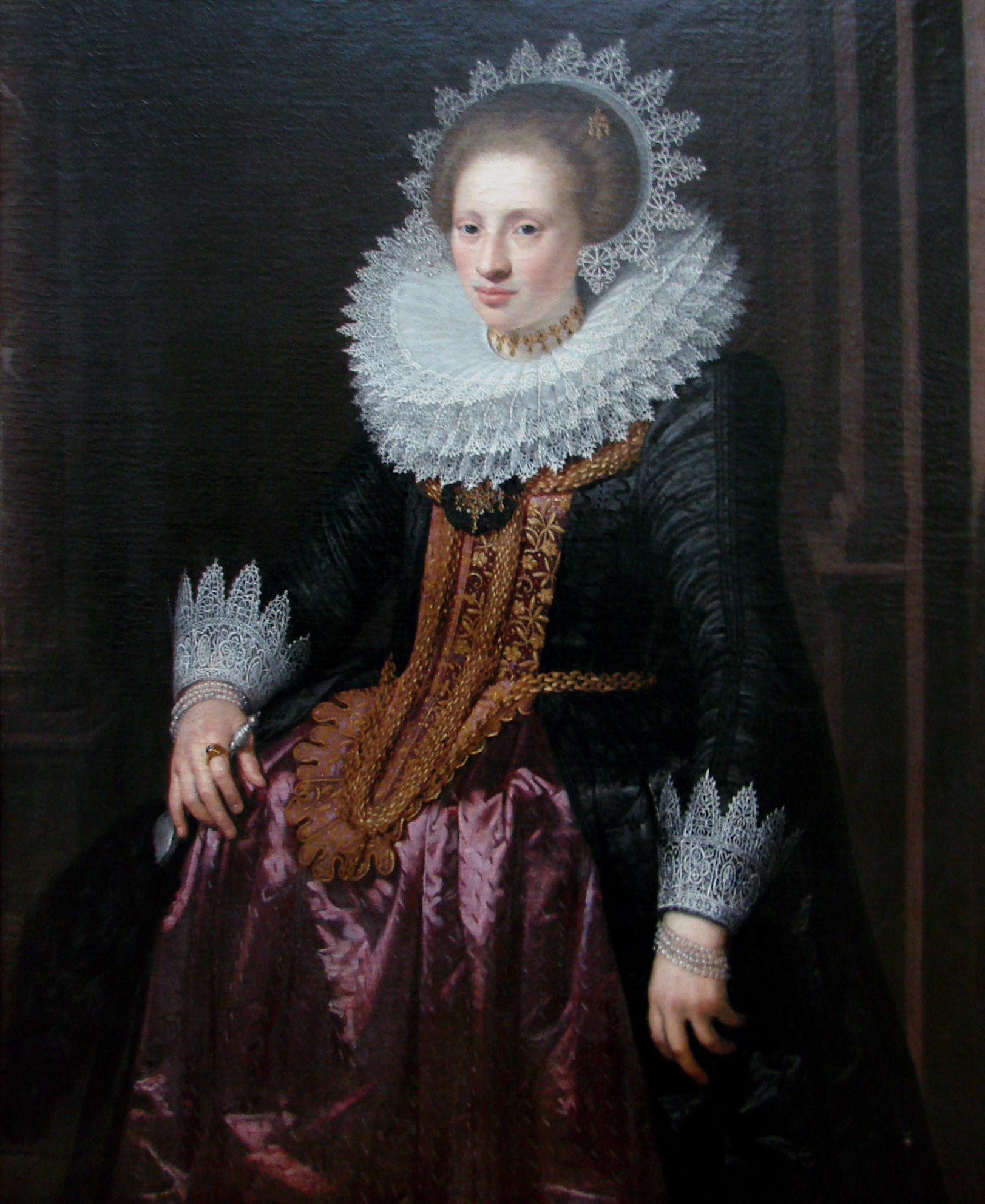
Retrato de Mulher (1620)
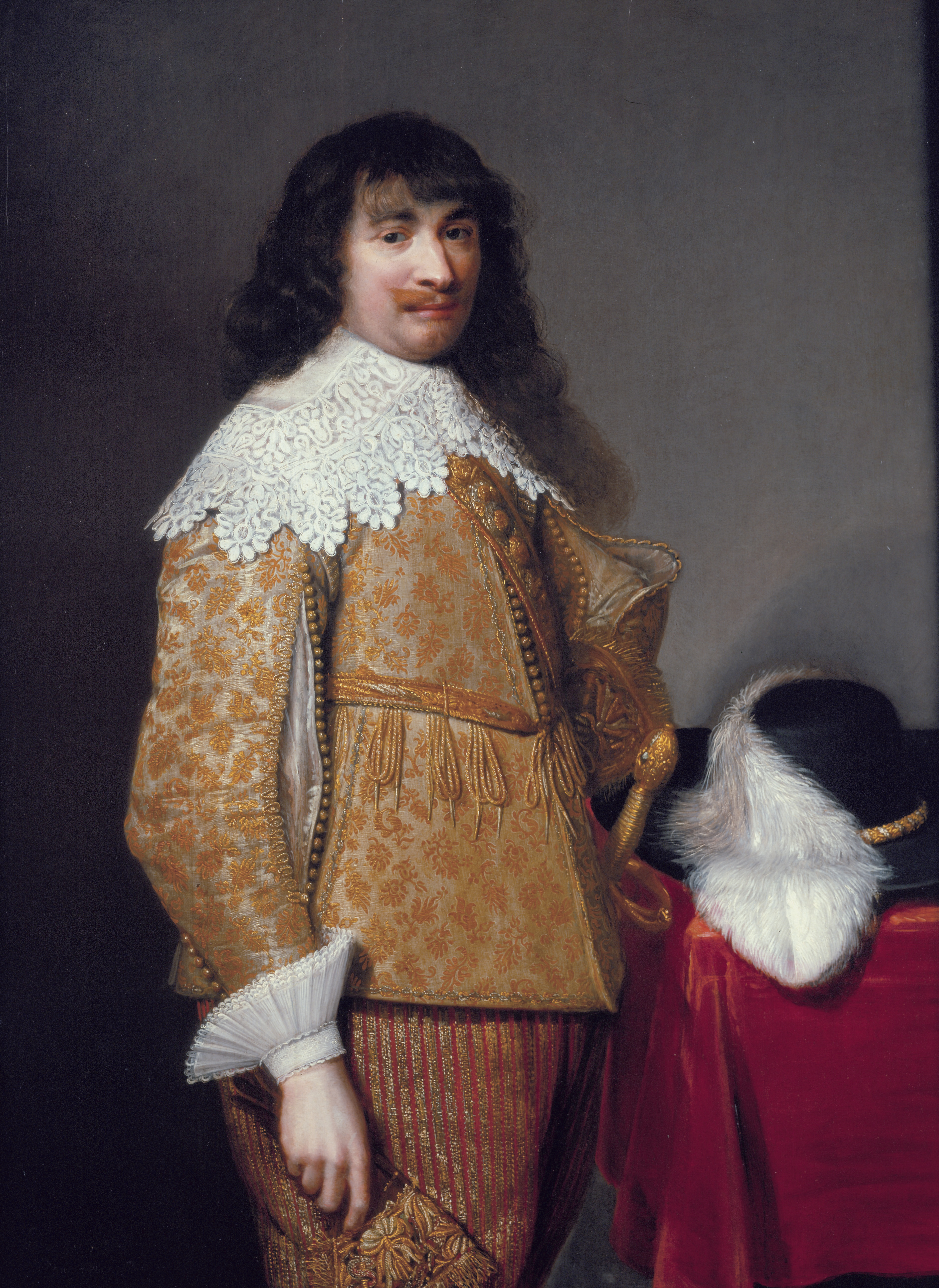
Um soldado desconhecido (1634)
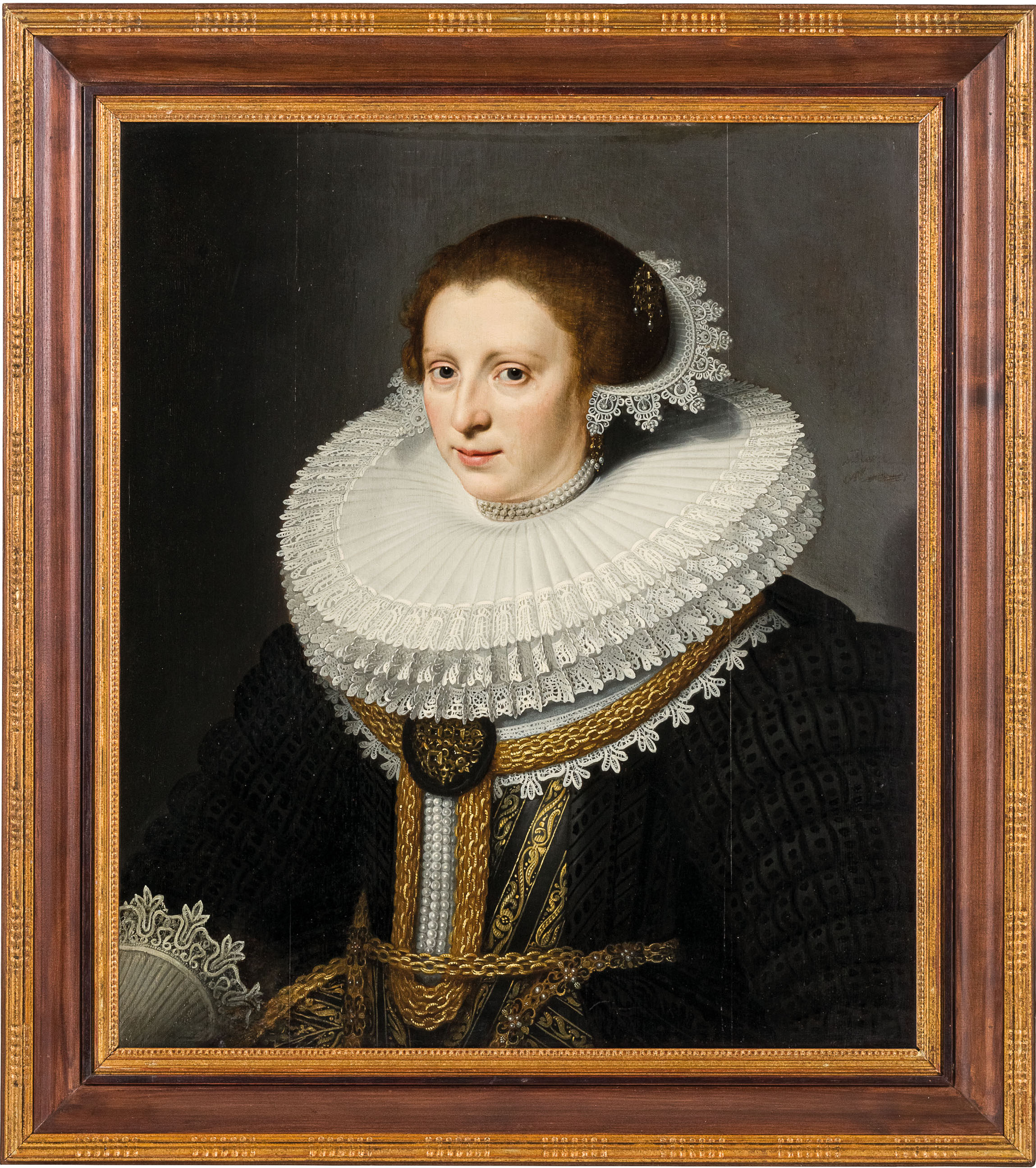
Retrato de Lady Jan Anthonisz Van Ravesteyn.